# Faculté libre des lettres et sciences humaines de Lille
La Faculté des Lettres et Sciences Humaines de Lille, est un établissement et une composante de l'université catholique de Lille.
Créée en 1876, elle compte environ 2 000 étudiants et délivre 26 diplômes différents dans les domaines des arts, des langues, des lettres, des sciences humaines et sociales, des sciences de l'information et communication et de l'enseignement, éducation et formation. Son siège est implanté dans l'hôtel académique de l'université catholique de Lille au 60, boulevard Vauban, dans le quartier Vauban-Esquermes.
Elle est l'une des deux facultés de lettres de la métropole lilloise avec la faculté des langues, littératures et civilisations étrangères de l'université de Lille.

## Histoire
Le 25 novembre 1876, la faculté des lettres et sciences humaines de Lille est créée, moins de deux mois avant l'inauguration officielle de l'université catholique de Lille qui a eu lieu le 15 janvier 1877.

## Enseignement
La faculté dispense 26 formations dont 7 licences, 17 masters et 2 diplômes d'université et propose 15 cours de langues étrangères, en 5 pôles :
- Arts
  - Licence Arts du spectacle, parcours Métiers de la culture
  - Master Arts de la scène et du spectacle vivant, parcours Management de la culture, musiques actuelles, réalisation documentaire
  - Métiers de la culture et des arts
- Langues
  - Licence LLCER, parcours Anglais
  - Master LLCER, parcours Anglais
  - Licence LEA, parcours Anglais/Allemand
  - Licence LEA, parcours Anglais/Allemand - Relations internationales
  - Licence LEA, parcours Anglais/Espagnol
  - Licence LEA, parcours Anglais/Espagnol - Relations internationales
  - Master LEA, parcours  Marketing international et négociation
  - Master LEA, parcours  Marketing international, communication et négociation
- Lettres
  - Licence Lettres, parcours Lettres modernes
- Sciences humaines et sociales
  - Master Humanités numériques, parcours Gestion et valorisation numérique des patrimoines culturels et immatériels
  - Master Humanités numériques, parcours Écritures, lettres et éditions numériques
  - Licence Histoire
  - Master Histoire, parcours Journalisme international et d'investigation
  - Master Histoire, parcours Relations internationales
  - Licence Psychologie
  - Master Psychologie, parcours Neuropsychologie et Neurosciences cognitives, apports cliniques, anatomiques et neurophysiologiques
  - Master Psychologie, parcours Psychopathologie de la vie quotidienne et du contemporain
  - Master Psychologie sociale, du travail et des organisations
  - Master Tourisme, parcours Tourisme international d'affaires et de luxe
- Information et communication
  - Licence Information et communication, parcours Médias, culture et communication
  - Master Information et communication, parcours Communication d'influence
  - Master Information et communication, parcours Communication numérique

## Recherche
la recherche de la faculté est divisée en deux unités de recherche :
- PSYCHOS qui rassemble les chercheurs en psychologie

- MUSE qui réunit les chercheurs en arts, communication, histoire, langues, lettres et psychanalyse